# Austrotritia kinabaluensis
Austrotritia kinabaluensis är en kvalsterart som beskrevs av Ramsay och Sheals 1969. Austrotritia kinabaluensis ingår i släktet Austrotritia och familjen Oribotritiidae. Inga underarter finns listade.